# Kloster des Heiligen Johannes des Theologen

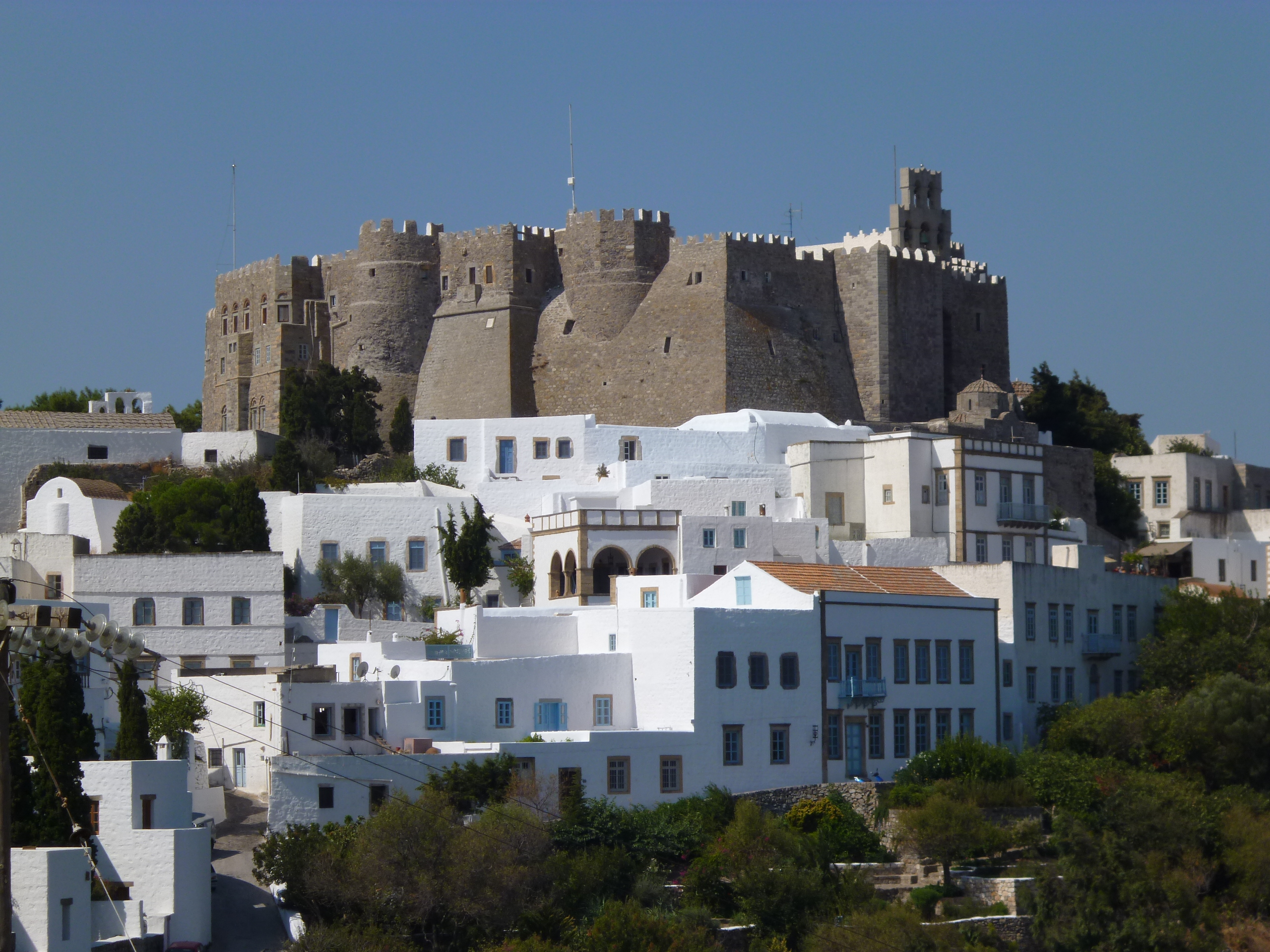
Kloster des Heiligen Johannes des Theologen (2011)

Das Kloster des Heiligen Johannes des Theologen, kurz Johanneskloster (griechisch Μονή του Αγίου Ιωάννου του Θεολόγου), ist ein griechisch-orthodoxes Kloster auf Patmos, einer griechischen Insel, die geografisch zu den Südlichen Sporaden in der Ost-Ägäis und politisch zum Regionalbezirk Kalymnos in der Region Südliche Ägäis gehört. Es ist dem Heiligen Johannes gewidmet und ein Wallfahrtsort der griechisch-orthodoxen Lehre.

## Kloster
Das Kloster wurde 1088 von einem Mönch, dem Seligen Christodoulos, mit Unterstützung des byzantinischen Kaisers Alexios I. auf den Ruinen eines antiken Artemis-Tempels gegründet. Das Johanneskloster hat eine der bedeutendsten Bibliotheken mit Manuskripten, Ikonen, liturgischen Kunstwerken und Gegenständen der orthodoxen Kirche. Die Johannesgrotte ist eines der wichtigsten Heiligtümer der Orthodoxie.
Patmos war in römischer Zeit ein Verbannungsort, der Autor der biblischen Offenbarung des Johannes hat nach eigenen Angaben (Offb 1,9 ) hier in der Verbannung seine Apokalypse niedergeschrieben. Patmos ist in der Offenbarung ausdrücklich als Ort der Visionen des Johannes benannt.

## Bauwerk und Klosterkomplex
Der Klosterkomplex mit seinem Erscheinungsbild einer polygonalen Burg dominiert die Insel im Anblick. Die alte Siedlung Chóra, die mit dem Kloster verbunden ist, beherbergt zahlreiche religiöse und weltliche Gebäude. Die ältesten Elemente, die aus dem 11. Jahrhundert stammen, sind das Katholikón (Hauptkirche) des Klosters, die Panagía-Kapelle und das Refektorium. Die Nord- und Westseite des Hofes sind von den weißen Mauern der Klosterzellen gesäumt, die Südseite wird von der Tzafara gebildet, einem zweistöckigen Arkadengang aus dem Jahr 1698, der aus behauenen Steinen errichtet wurde, während der äußere Narthex des Katholikón die Ostseite bildet. Auf halbem Weg entlang der Straße, die sich steil von Skála nach Chóra hinaufschlängelt, liegt die Höhle der Apokalypse (Σπήλαιο Αποκάλυψης Spíleo Apokálypsis), in der der Überlieferung zufolge der heilige Johannes seinem Schüler Prochoros die Offenbarung und sein Evangelium diktierte. An diesem heiligen Ort wurden mehrere kleine Kirchen, Kapellen und Klosterzellen errichtet, die ein interessantes architektonisches Ensemble bilden.
Die alte Siedlung von Chóra, mit dem Kloster verbunden, enthält viele religiöse und weltliche Gebäude. Sie ist eine der am besten erhaltenen und ältesten der ägäischen Chóra.
Der Klosterkomplex und die angrenzende Chóra ist durch das Archäologiegesetz 3028/2002 „Über den Schutz von Altertümern und des kulturellen Erbes im Allgemeinen“ sowie durch gesonderte Ministerialerlasse der Regierung Griechenlands geschützt.
Seit 1999 ist das Kloster als Weltkulturerbe der UNESCO geführt.